# موت الضوء (فلم)
موت الضوء هو فيلم حركة تم إنتاجه في الولايات المتحدة وصدر في سنة 2014. من بطولة نيكولاس كيج وأنتون يلشين.

## القصة
إيفان ليك هو عميل مخضرم في وكالة المخابرات المركزية الأمريكية وحاصل على وسام نجمة الاستخبارات، وقد تم تقليصه إلى وظيفة مكتبية في لانجلي مع تلميذه وصديقه المقرب ميلتون "ميلت" شولتز. قبل اثنين وعشرين عامًا، أثناء عملية في إفريقيا، تم القبض على ليك من قبل الإرهابي محمد بانير وتعرض للتعذيب بضرب رأسه مرارًا وتكرارًا وتشويه أذنه. أثناء عملية الاستخراج والانفجار الذي أعقب ذلك، اختفى بانير وافترض أنه مات، على الرغم من أن ليك لم يصدق ذلك أبدًا وحاول بشكل مهووس العثور على بانير منذ ذلك الحين. نتيجة للصدمة التي تعرض لها تحت التعذيب، يعاني ليك من الخرف الجبهي الصدغي في مرحلة مبكرة، ويعتبره رئيسه عبئًا على الوكالة.

## الميزانية والإيرادات
بلغت تكلفة إنتاج الفيلم حوالي 5 ملايين دولار.

## وصلات خارجية
- مقالات تستعمل روابط فنية بلا صلة مع ويكي بيانات